# Musikbibliothek Peters
La Musikbibliothek Peters («biblioteca musical Peters») de Leipzig va ser la primera biblioteca musical d'Alemanya oberta al públic i gratuïta. Va ser una iniciativa privada, fundada el 1893 pels editors Max Abraham (1831-1900), aleshores cap de l'editorial Edition Peters. De l'inici fins a 1901, el musicòleg Emil Vogel (1859-1908) en va ser el primer bibliotecari.
La col·lecció, amb al voltant de 24.000 objectes, inclou més de tres cents manuscrits valuosos i primeres edicions d'importants compositors i músics. Va sobreviure fins avui, malgrat les vicissituds d'una expropiació dels propietaris jueus el 1938 i una «arianització» l'any següent pels nazis, els estralls de la Segona Guerra Mundial i una nacionalització pel règim comunista de la defunta República Democràtica Alemanya.
El febrer de 2013, els hereus van concloure un acord amb l'ajuntament de Leipzig que garanteix que el patrimoni quedi a la ciutat. La col·lecció està integrada en la xarxa de les Biblioteques Municipals.

## Història
El 1893 Max Abraham va crear una fundació privada per donar accés a estudiants i científics a obres musicals de difícil accés. El gener 1994, l'edifici al carrer Königstrasse 26 (avui Goldschmidtstrasse 26) va ser inaugurat. El mateix mes, Henri Hinrichsen (1868-1942), el seu cosí, va esdevenir copropietari de l'editorial i el 1900, després de la mort d'Abraham en va esdevenir el propietari únic. El 1901 Hinrichsen va donar una suma de 400.000 marcs a l'ajuntament, l'interès del qual havia de finançar l'explotació de la biblioteca. El 1922, la inflació s'havia menjat gairebé tot el capital i Hinrichsen va recuperar la biblioteca.

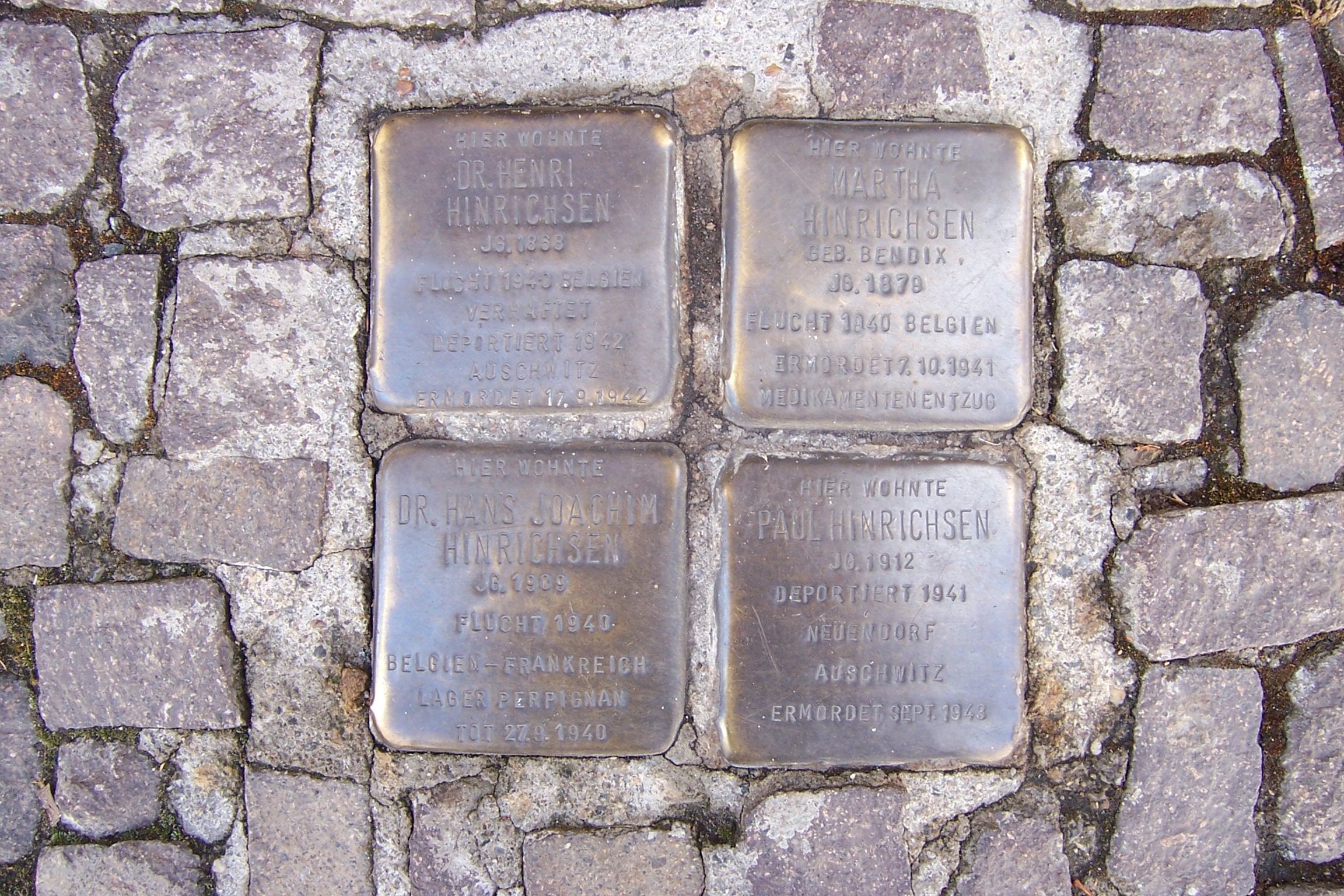
Stolpersteine al carrer Talstrasse 10 a Leipzig en record dels membres de la família Hinrichsen assassinats pels nazis

Dos fills d'Hinrichsen, davant l'antisemitsme creixent, van emigrar, Walter se'n va anar a Chicago als Estats Units el 1936 i Max el 1937 a Londres al Regne Unit. Després de les nits dels vidres trencats, la biblioteca i l'editorial van ser expropiats i «arianitzats». Llur mare, Martha Bendix (1879-1941) va ser assassinat el 1941, el fill Hans Joachim (1909-1940) va morir al camp de Malloles de Perpinyà, Henri va ser assassinat al camp d'exterminació d'Auschwitz el 17 de setembre de 1942 i el quart fil, Paul (1912-1841) hi va ser assassinat el setembre de 1943.
Walter Hinrichsen va obtenir la ciutadania americana i es va allistar a l'exèrcit nord-americà i va tornar a Leipzig l'abril de 1945 com a soldat d'ocupació. Va reeixir que l'editorial tornés com a «propietat d'un ciutadà americà» i va nomenar com gestor Johannes Petschull, que havia administrat l'editorial des de l'arianització. Va recuperar unes caixes amb plaques d'impressió i autògrafs de la col·lecció d'autògrafs del seu pare. Les va enviar als EUA i el producte de la venda va servir com a capital inicial per crear l'editorial C.F. Peters a la ciutat de Nova York i Frankfurt del Main.
El 1948, la República Democràtica Alemanya va tornar a expropiar la part de la biblioteca que s'havia quedat a Leipzig com a Volkseigentum («propietat del poble») i va ser integrat en la biblioteca de la ciutat de Leipzig. Després de la Reunificació alemanya el 1990, l'expropiació va ser revocada i el fons va retornar als hereus Hinrichsen. Aquests van voler vendre uns elements valorosos i l'Estat Alemany va invocar la «Llei de protecció de béns culturals alemanys contra l'exportació» per impedir-ne l'exportació. En última instància el Tribunal Administratiu Federal (Bundesverwaltungsgericht) va decidir que aquesta llei també era d'aplicació als béns jueus que han estat restituïts. Després d'anys de negociació entre la ciutat de Leipzig i els hereus, es va decidir que la col·lecció romandria a Leipzig i que els hereus rebrien una indemnització equitable.
De 1895 a 1940, la biblioteca va publicar el Jahrbuch der Musikbibliothek Peters, uns annals que romanen fins avui una publicació destacada per a la història de la música.